# Lohm (Zernitz-Lohm)
Lohm ist ein bewohnter Gemeindeteil der Gemeinde Zernitz-Lohm im südlichen Landkreis Ostprignitz-Ruppin in Brandenburg. Der Ort wird vom Amt Neustadt (Dosse) verwaltet und war bis zum 31. Dezember 1997 eine eigenständige Gemeinde.

## Lage

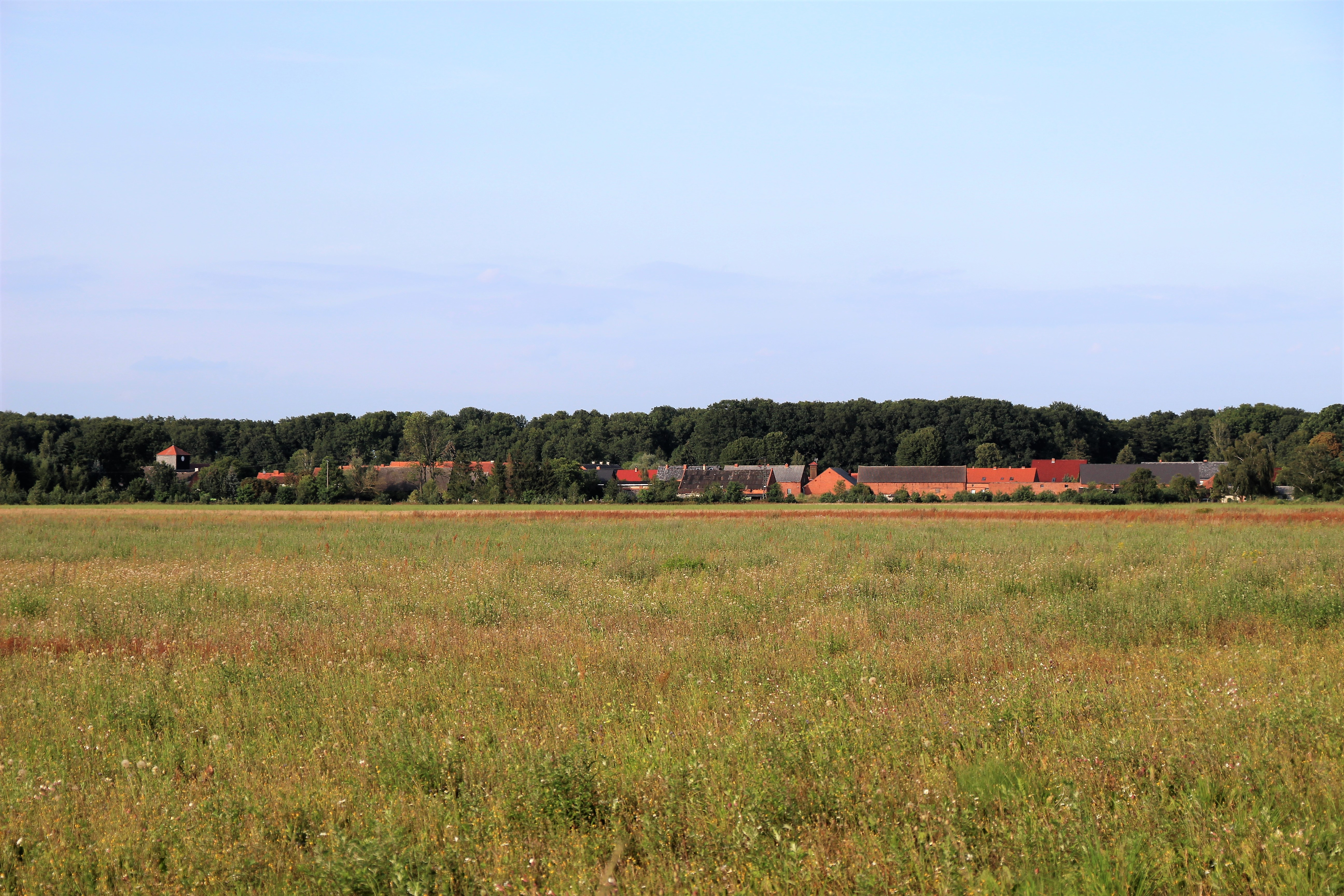
Blick aus südwestlicher Richtung nach Lohm

Lohm liegt im Süden der Dosseniederung, etwa acht Kilometer westlich von Neustadt (Dosse) und zehn Kilometer südlich von Kyritz. Umliegende Ortschaften sind Schönermark und Bahnhof Zernitz im Norden, Kahlschlag im Nordosten, Neuendorf im Osten, Koppenbrück im Südosten, Neuhof, Roddahn und Helenenhof im Süden, Voigtsbrügge im Südwesten, Sophiendorf im Westen und Stüdenitz im Nordwesten.
Lohm liegt an der Landesstraße 14 zwischen Kyritz und Großderschau. Zu Lohm gehört der nördlich des Dorfes gelegene Wohnplatz Krüllenkempe.

## Geschichte
Erstmals urkundlich erwähnt wurde Lohm im Jahr 1336 als Luome, sieben Jahre später erfolgte die Nennung als Lome. Der Ortsname leitet sich von einem Wort aus einer slawischen Sprache ab und beschreibt eine Siedlung, auf deren Gebiet es Windbruch gegeben hat. Lohm ist ein historisch gewachsenes Sackgassendorf und Angerdorf. Im Jahr nach der Ersterwähnung, am 6. Juli 1337, belehnte der brandenburgische Markgraf Ludwig I. die Brüder Heinrich und Jordan von Kröcher mit den Dörfern Lohm und Dreetz. Zeitweise bestanden sogar vier Rittergüter in Lohm.
Die Adelsfamilie Kröcher hatte bis ins 20. Jahrhundert die Grundherrschaft über das Dorf inne. Verwaltungstechnisch gehörte Lohm ab dem 16. Jahrhundert zum Kyritzischen Kreis. Im Jahr 1737 errichtete Georg Volrath von Kröcher das Herrenhaus Lohm I. Caspar Joachim von Kröcher, dessen Laufbahn als späterer Domherr des Hohen Stifts zu Havelberg auf der Ritterakademie in Brandenburg begann, erbaute drei Jahre später auf seinem Gutsanteil ein weiteres Herrenhaus. Beide Gebäude sind bis heute erhalten. Der Sohn des Bauherrn, Hans Ernst Wilhelm von Kröcher, wurde ebenso Domherr.
Ab 1815 lag Lohm im Kreis Ostprignitz in der preußischen Provinz Brandenburg, der durch eine Verwaltungsreform entstanden war. Im Jahr 1924 verkaufte Hans von Kröcher den noch im Vorjahr 1000 ha Gutsanteil Lohm II, er wanderte nach Argentinien aus, an die Deutsche Kultur- und Siedlungsgesellschaft. Von dort gelangte es in den Besitz des Potsdamer Polizeipräsidenten Wilhelm Graf von Wedel. Nach dessen Tod im Jahr 1941 kaufte der Bauunternehmer Friedrich Kotzbau das Gut. 1928 wurden die Gutsbezirke Lohm I, II, III und IV mit der Gemeinde Lohm vereinigt. Nach dem Ende des Zweiten Weltkrieges und der darauf folgenden Bodenreform wurde Ella von Kröcher als letzte Vertreterin der Familie, die noch 335 ha Gutsanteile an Lohm I besaß, und Kotzbau enteignet und das Land an Neubauern verteilt.
Im Herrenhaus Lohm I waren nach der Enteignung Mietwohnungen und ein Kindergarten untergebracht; 2016 wurde es an ein Architektenehepaar verkauft. Das Herrenhaus Lohm II war bis 2002 eine Grundschule und wird heute als Pension genutzt.
Zu DDR-Zeiten gehörte Lohm ab 1952 zum Kreis Kyritz im Bezirk Potsdam. Nach der Wiedervereinigung lag der Ort weitere drei Jahre im Landkreis Kyritz und kam danach in den neuen Landkreis Ostprignitz-Ruppin. Am 31. Dezember 1997 fusionierte Lohm mit Zernitz zu der neuen Gemeinde Zernitz-Lohm.

## Fachwerkkirche Lohm
Bereits 1541 war Lohm eine Pfarrkirche der Superintendentur Kyritz. Die heutige Fachwerkkirche in Lohm wurde im Jahr 1828 gebaut und steht auf dem Fundament des Vorgängerbaus. 1902 wurde die Kirche erstmals saniert, eine weitere Restaurierung erfolgte im Jahr 1980. Die Pfarrstelle Lohm wurde 1977 aufgelöst und dem Pfarrsprengel Zernitz angeschlossen. Seit 2003 gibt es in der Dorfkirche von Lohm eine Orgel.
Der Pfarrsprengel Zernitz gehört zum Kirchenkreis Prignitz und ist Teil der Evangelischen Kirche Berlin-Brandenburg-schlesische Oberlausitz.

## Bevölkerungsentwicklung
| Jahr | Einwohner |
| ---- | --------- |
| 1875 | 272       |
| 1890 | 248       |
| 1910 | 205       |

| Jahr | Einwohner |
| ---- | --------- |
| 1925 | 345       |
| 1933 | 343       |
| 1939 | 304       |

| Jahr | Einwohner |
| ---- | --------- |
| 1946 | 565       |
| 1950 | 579       |
| 1964 | 429       |

| Jahr | Einwohner |
| ---- | --------- |
| 1971 | 390       |
| 1981 | 309       |
| 1989 | 294       |

| Jahr | Einwohner |
| ---- | --------- |
| 1992 | 273       |
| 1996 | 257       |

Gebietsstand des jeweiligen Jahres

## Persönlichkeiten
- Wilhelm von Kröcher (1782–1861), Gutsbesitzer, wurde in Lohm geboren
- Hans Paalzow (1862–1945), Rechtswissenschaftler und Bibliothekar, wurde in Lohm geboren
- Bernhard Rose (1865–1927), Schauspieler und Theaterdirektor, wurde in Lohm geboren